# Souk El Bchamakiya
Le souk El Bchamakiya (arabe : سوق البشامقية) est un ancien souk de la médina de Tunis spécialisé dans la vente des bechmak (pantoufles turques).

## Histoire

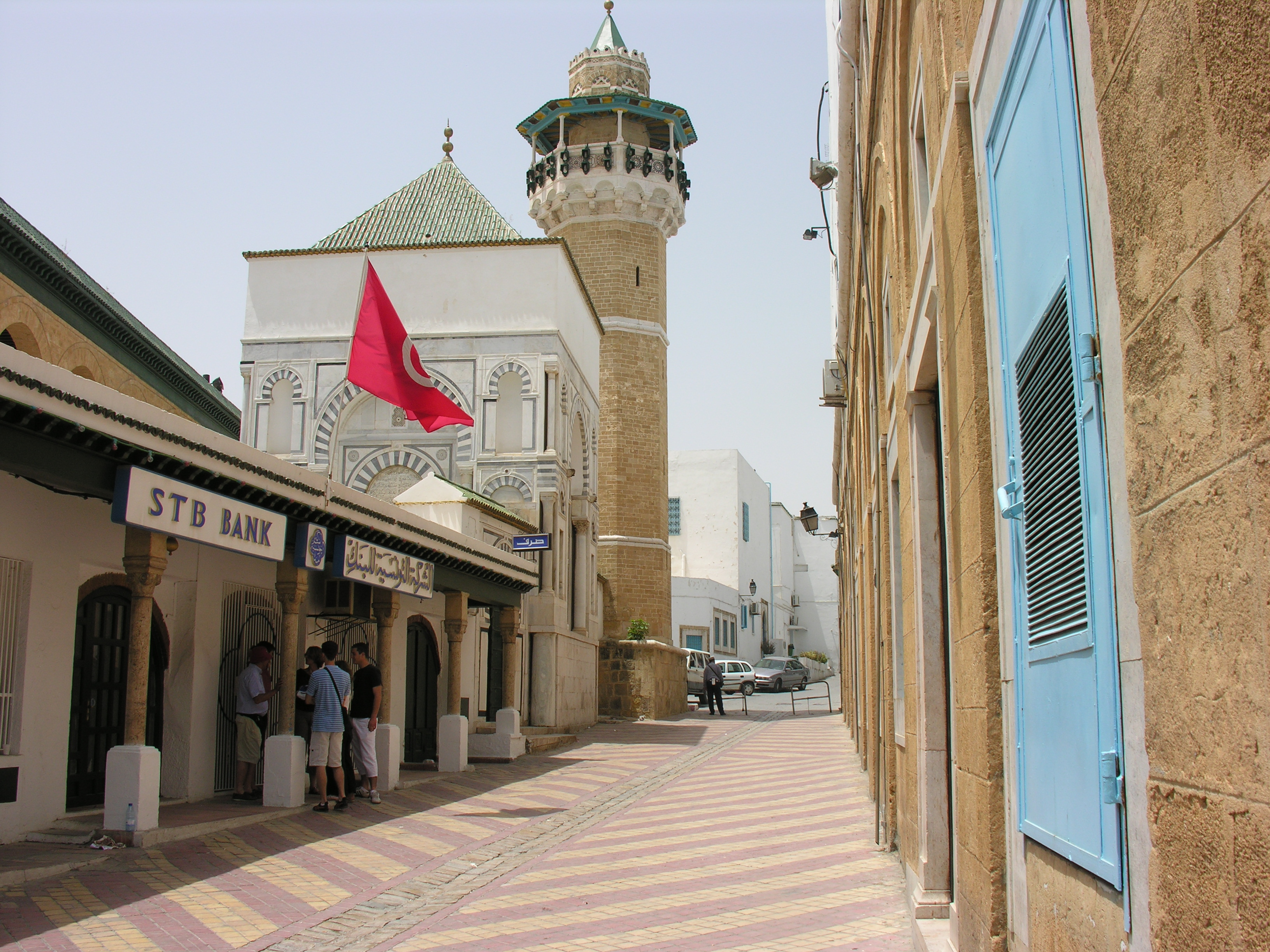
État actuel du souk.

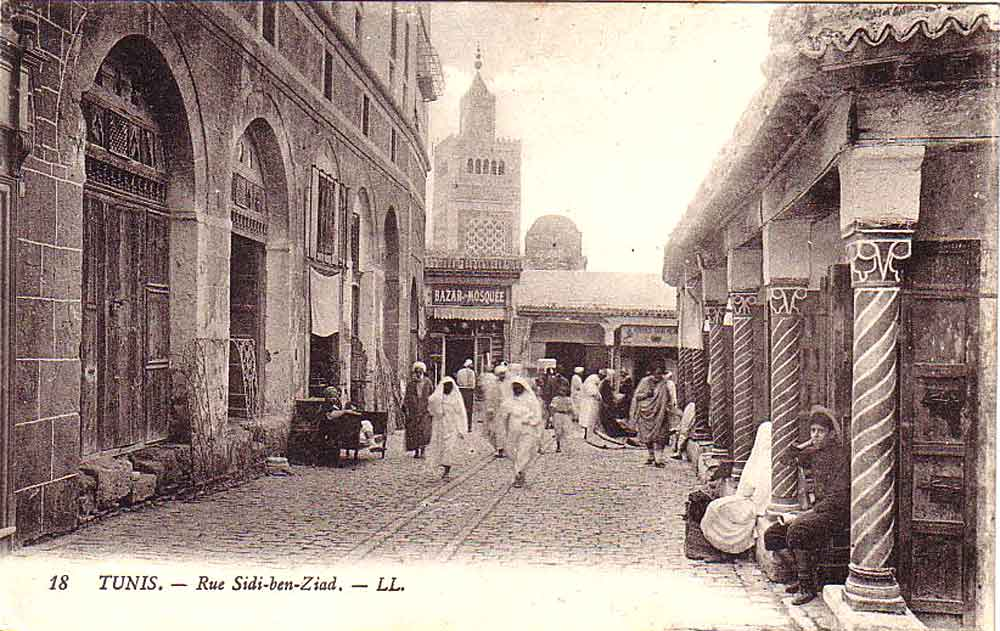
Photo montrant l'ancien souk.

Ce petit souk est construit par Youssef Dey en même temps que sa mosquée. Il fait partie de sa fondation composée d'édifices à caractère religieux et économique.
Avec la disparition des cadis et des mudarris (enseignants), la corporation des fabricants de bechmak se dissout, conduisant à la disparition du souk.

## Localisation
Le souk est situé près du croisement de la rue Sidi Ben Ziad et du souk El Bey. Il entoure la mosquée Youssef Dey sur trois côtés : l'est, le nord et l'ouest. Certaines de ces boutiques sont percées dans la plateforme qui porte la mosquée.
De nos jours, les boutiques jadis situées du côté de Dar El Bey sont annexées à ce monument, et celles situées sous la plateforme sont réaffectées à d'autres usages, comme une agence de la Société tunisienne de banque.

## Produits
Avec l'installation des Turcs en Tunisie, l'habillement turc est introduit. Les bechmak (pashmak en turc) sont alors de nouveaux modèles de pantoufles ou de bottines portés par les Turcs.
Les bechmak jaunes sont portés par les hommes, surtout les fakihs de rite hanafite. Les femmes les portent en différentes couleurs.